# Friedrich Arnold
Friedrich Arnold (Karlsruhe, 10 de maio de 1919 — Gaienhofen, 1 de setembro de 2006) foi um oficial alemão que serviu na  durante a Segunda Guerra Mundial. Foi condecorado com a Cruz de Cavaleiro da Cruz de Ferro.

## Condecorações
- Cruz de Ferro (1939)
  - 2ª classe (18 de agosto de 1941)
  - 1ª classe (25 de agosto de 1941)
- Distintivo Geral de Assalto em Prata (1 de agosto de 1941)
  - 4º nível de 75 missões (25 de março de 1945)
- Medalha Oriental (28 de junho de 1942)
- Distintivo de Ferido
  - em Preto (15 de agosto de 1942)
  - em Prata (16 de maio de 1943)
  - em Ouro (19 de setembro de 1943)
- Cruz Germânica em Ouro (9 de outubro de 1942) como Leutnant da reserva e Zugführer no 2./Sturmgeschütz-Abteilung 201
- Cruz de Cavaleiro da Cruz de Ferro (16 de novembro de 1943) como Oberleutnant da reserva e Zugführer no 2./Sturmgeschütz-Abteilung 237